# Kirby’s Dream Buffet
Kirby’s Dream Buffet (с англ. — «Буфет Мечты Кирби») — видеоигра в жанре «вечеринка», разработанная HAL Laboratory и изданная Nintendo для гибридной консоли Nintendo Switch. Она была выпущена в формате цифровой дистрибуции 17 августа 2022 года.

## Игровой процесс
В игре Kirby’s Dream Buffet Кирби соревнуется с тремя другими Кирби, чтобы съесть больше всех клубники. Присутствуют 3 режима:
- Гонка — игрок и трое других Кирби соревнуются в сборе наибольшего количества клубники.
- Мини-игра — различные вариации игровых активностей, в которых игрок пытается съесть больше всех клубники раньше других.
- Королевская Битва — игрок и трое других Кирби сражаются друг с другом за то, чтобы в конце режима иметь в запасе наибольшее количество клубники.

Режим Гран-При играется в следующем порядке: Гонка — Мини-игра — Гонка — Королевская Битва. После этого игрокам выдаются бонусы в зависимости от определённых выполненных зажач. Игрок с наибольшим количеством съеденной клубники побеждает в игре.
После завершения отдельных раундов или Гран-При игроки получают очки для повышения своего «Ранга Гурмана» (англ. Gourmet Rank). При игре в многопользовательском режиме игроки получают бонусные очки. Каждый раз при повышении уровня игрок получает доступ к новым костюмам, цветовым вариациям Кирби, аренам и музыкальным композициям, которые можно использовать в игре. Игроки могут также разблокировать «угощения персонажей» (англ. Character Treats) — печение с изображением персонажа серии Kirby, которое может быть использовано как стартовый пьедестал или как украшение на торте в главном меню игры.

## Разработка
Игра была анонсирована Nintendo через социальные сети 12 июля 2022 года. Дата выхода была раскрыта во время музыкального фестиваля Kirby 30th Anniversary Music Festival, посвящённого 30-ти летию серии Kirby который состоялся 11 августа 2022 года.

## Критика
| Сводный рейтинг    | Сводный рейтинг |
| Агрегатор          | Оценка          |
| ------------------ | --------------- |
| Metacritic         | 66/100          |
| Иноязычные издания |                 |
| Издание            | Оценка          |
| Destructoid        | 7/10            |
| Nintendo Life      | [ 7 ]           |
| VG247              | [ 8 ]           |

Игра получила смешанные отзывы критиков. Средний балл игры на агрегаторе рецензий Metacritic составляет 66 из 100.
В течение первой недели после выхода в Японии, в магазинах было продано 7218 карточек с кодом активации Kirby's Dream Buffet, что поставило игру на 6-е место в чарте продаж в данной стране.

## Комментарии
1. ↑  Известная в Японии как  (яп. カービィのグルメフェス Ка:би но Гурумэфэсу, рус. Фестиваль Гурмана Кирби)